# Matti Hirvonen
Matti Juhani Hirvonen, född 24 mars 1958, är en svensk konsertpianist, främst verksam som ackompanjatör. 
Hirvonen är utbildad vid Sibelius-Akademin i Helsingfors, där han studerade för Liisa Pohjola, samt vid Kungliga Musikhögskolan i Stockholm. Hans karriär satte fart då operasångerskan Elisabeth Söderström anlitade honom som ackompanjatör. Han har senare verkat tillsammans med mängder av kända sångare, såsom Nina Stemme, Katarina Karnéus, Anna Larsson, Iréne Theorin, Ida Falk Winland, Håkan Hagegård och Peter Mattei. Han har också verkat som professor i ackompanjemang, bland annat på Royal College of Music i London, Musikaliska akademien i Stockholm, Norges musikhögskola i Oslo samt Rutgers University i New Jersey i USA. Hirvonen förekommer också på många utgivna CD-inspelningar. 

## Utmärkelser
- Litteris et Artibus (2014)